# Ernest Lesaffre
 (novembre 2022).
Si vous disposez d'ouvrages ou d'articles de référence ou si vous connaissez des sites web de qualité traitant du thème abordé ici, merci de compléter l'article en donnant les références utiles à sa vérifiabilité et en les liant à la section « Notes et références ».
Pour les articles homonymes, voir Lesaffre.
Ernest Lesaffre est un homme politique français (Parti républicain), né à Ohain, canton de Trélon, le 19 janvier 1837. Maître de forges. Il est chevalier de la Légion d'honneur, il décède le 15 février 1921. Il était également un grand dresseur de taureaux réputé mondialement. Ce qui restera gravé dans les esprits est le dressage de son taureau Bovary avec qui il défilera dans les rues de Nanterre, il est cependant mort avant d'avoir pu écrire des ouvrages sur ce sujet.

## Un ouvrier
Il est le fils d'un employé des douanes, après avoir passé quelques années à l'école, il entre à seize ans, comme ouvrier stagiaire aux établissements métallurgiques de Ferrière-la-Grande, appartenant à Pierre François Dumont. Il se fait vite remarquer par son ardeur au travail, complétant son instruction le soir. M. Dumont le nomme chef de fabrication à l'âge de 20 ans en 1857 après la mort de l'ancien chef de fabrication.

## La montée
À la mort de M. Dumont en 1864, son fils transforme alors l'entreprise en A. Dumont et Cie, prenant Lesaffre comme associé-gérant. En 1877, la Société se transforme en Société anonyme des établissements métallurgiques de Ferrière-la-Grande. Les actionnaires le choisissent alors comme administrateur délégué.
M. Lesaffre prend une large part dans la fondation du Comité des forges du Nord en 1880. Il devient alors secrétaire, puis vice-président et enfin président.
En 1885, il devient membre de la Commission de direction du comité des forges de France, puis secrétaire de la Chambre de commerce d'Avesnes-sur-Helpe en 1887, puis vice-président et président en 1905. En 1887, il siège au Conseil des Prud'hommes de Maubeuge. À la création de la Banque de France, la succursale à Maubeuge en 1898, il devient administrateur.

## Élections et médailles
Il se présente aux élections municipales de 1892 et est élu maire de Ferrière-la-Grande jusqu'en 1908. En janvier 1905, il reçoit la croix de la Légion d'honneur pour ses années passées dans la métallurgie.

## Aujourd'hui
L'une des rues de Ferrière-la-Grande porte le nom de ce grand homme qui a tant fait pour sa ville et sa patrie. Parti de rien il a su grimper les échelons de la société.